# 悲しきプロボウラー
「悲しきプロボウラー」（かなしきプロボウラー、英語: Little Sad Bowler）は、桑田佳祐&The Pin Boysの楽曲。自身の2作目のシングルとして、タイシタレーベル / SPEEDSTAR RECORDSから12cmCD・7インチレコード・ダウンロード配信・ストリーミング配信で2020年2月12日に発売された。

## 背景・リリース
前作「レッツゴーボウリング」から1年ぶりとなる作品であり、2019年12月16日に本作が発売されることが発表された。
本作は完全生産限定盤、通常盤、アナログ盤、ボウリング場だけで販売される完全生産限定盤ボウリング場限定パッケージの4種類で発売される。完全生産限定盤には、前作と同様にアメリカントイのような特殊仕様デザインになっており、10色のうち1色がランダムに封入されるマグネット式「アイ・ラヴ・ボウリングピンズ」、本作のオリジナルポスター、桑田がボウリングしている姿をトレーディングカード風にデザインした「“プロボウラーになりたくて”スペシャルカードステッカー」の計3種類の特典が付属となる。
完全生産限定盤ボウリング場限定パッケージは、市販に発売される3種類と色違いのパッケージイラストになっており、他の3種類では手に入らない別デザインのマグネット式「アイ・ラヴ・ボウリングピンズ（ハートを狙え! KUWATA CUP 2020ヴァージョン）」が封入される。
本作を全国CDショップやオンラインショップで予約購入すると、先着で「『悲しきプロボウラー』オリジナルA5クリアファイル」が付属となっている。
本作のジャケットは、1950年代のアメリカンテイストのファッションイラストでボウリング場にいる桑田を描いており、レトロかつモダンで、ユーモラスな仕上がりになっている。

## プロモーション
「KUWATA CUP 2020」の公式アンダサダーにお笑いコンビのナイツが就任した。過去に桑田がナイツが好きとラジオで公言したことがきっかけで、「KUWATA CUP 2020」の実行委員会がナイツにオファーをかけたところ、もともとサザンオールスターズのことを好きと公言していたナイツ側も快諾した。本作の発売を記念して、2020年2月15日にナイツが書き下ろした「ボウリング漫才」の動画が公開された。

### テレビ披露
| 放送日        | 番組名                                                                                          | 放送局 | 披露曲 | 出典          |
| ------------- | ----------------------------------------------------------------------------------------------- | ------ | --- | ------------- |
| 2021年9月16日 | SONGS 第582回 桑田佳祐スペシャル 魂の悶絶ライブ!! 〜ごはん味噌汁時々ボウリング feat. 洋ちゃん〜 | NHK    | 「炎の聖歌隊 ［Choir］」 「悲しきプロボウラー」 「さすらいのRIDER」 「金目鯛の煮つけ」 「Soulコブラツイスト〜魂の悶絶」 | [ 10 ] [ 11 ] |

## 収録曲
- 収録時間：8:49[12]

1. 悲しきプロボウラー (4:25)
（作詞・作曲：桑田佳祐 / 編曲：桑田佳祐&The Pin Boys）
日本ボウリング競技 公式ソング。桑田主催のボウリング大会『KUWATA CUP 2020』テーマソング。桑田出演のSOMPOグループ CMソング。
SOMPOグループの社内スローガンは「安心・安全・健康のテーマパーク」であり、桑田の音楽活動に加え、ボウリング大会を開催して、世代を超えたコミュニケーション促進、全国各地の活性化につながる活動する姿が社内スローガンと合致するということにより、2020年2月にSOMPOグループと桑田によるパートナーシップ契約を締結することが決まり、同年4月から2023年まで桑田自身が出演するCMが放送された[13]。
歌詞はしがないプロボウラーの悲哀と愛情を描いた作品で、アップテンポなグルーヴ感を持った楽曲に仕上がっている[14]。歌詞中の「趣味と仕事は一緒にするな」というフレーズは、ボウリングに挫折し音楽の道に進もうとし始めた学生時代の桑田に対して桑田の父が言った言葉でもある[15][注釈 1]。
2019年12月14日放送の自身のラジオ番組『桑田佳祐のやさしい夜遊び』（TOKYO FM）にて楽曲が初オンエアーされた[16]。
ミュージック・ビデオは、2020年1月10日に自身のYouTubeチャンネルにて公開され、内容は桑田演じる凄腕元プロボウラーで現ボウリング場オーナーとプロボウラーを目指しながらボウリング場で働いている青年の物語となっており、過去の栄光など見る影もなく自堕落な生活を送っているようにみえたオーナーが、恋もボウリングももうひとつうまくいかない、プロ志望の青年のために密かに一肌脱ぐという物語に仕上がっている。前作同様に「The Pin Boys」として斎藤誠、片山敦夫、はたけやま裕もMVに出演している。また、江島渚役にはモデルの青島心が演じている[17]。撮影は関東にあるボウリング場で撮影されており、神奈川県の江の島も登場する[18][19]。
2. 悲しきプロボウラー（Instrumental） (4:23)

## 参加ミュージシャン
- 悲しきプロボウラー
  - 桑田佳祐：Vocal, Electric Guitar & Backing Vocal
  - 片山敦夫：Synth-Bass, Piano & Synthesizer
  - 角谷仁宣：Computer Programming & Rhythm Programming
  - 斎藤誠：Electric Guitar
  - 岡野桜子：Female Voice

## 収録アルバム
| 曲名               | 作品名         |
| ------------------ | -------------- |
| 悲しきプロボウラー | アルバム未収録 |

## ミュージック・ビデオ収録作品
| 曲名               | 作品名 |
| ------------------ | ------ |
| 悲しきプロボウラー | 未収録 |

## ライブ映像作品
| 曲名               | 作品名                                 | 備考                         |
| ------------------ | -------------------------------------- | ---------------------------- |
| 悲しきプロボウラー | LIVE TOUR 2021「BIG MOUTH, NO GUTS!!」 | ボーナストラックとして収録。 |